# Arcidiocesi di Amastri

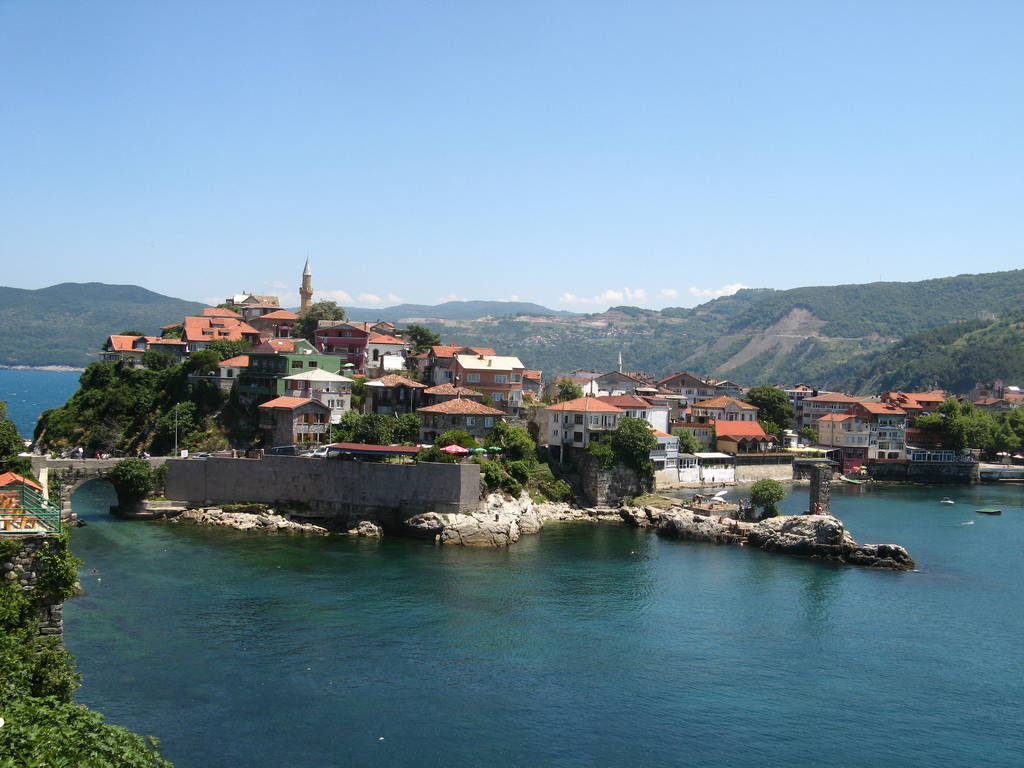
La città di Amastri oggi.

L'arcidiocesi di Amastri (in latino: Archidioecesis Amastriana) è una sede soppressa del patriarcato di Costantinopoli e una sede titolare della Chiesa cattolica.

## Storia
Amastri, l'odierna città di Amasra in Turchia, fu una sede episcopale della provincia romana della Paflagonia nella diocesi civile del Ponto e nel patriarcato di Costantinopoli.
Il Martirologio Romano, alla data del 17 luglio, ricorda il martire san Giacinto; la nota biografica riportata dal sinassario riferisce che il martire visse all'epoca del vescovo Eracleide di Amastri, ignoto alle fonti storiche, attribuito da Le Quien al IV secolo.
La sede è menzionata nelle Notitiae Episcopatuum del patriarcato fino al XIV secolo, dapprima come arcidiocesi autocefala, indipendente dal metropolita di Gangra, e poi, dal X secolo circa, come sede metropolitana senza suffraganee, che si mantenne per i secoli successivi fino a quando, per il diminuire del numero dei cristiani, la sede fu soppressa nel XV secolo.
Il primo vescovo storicamente documentato è Eupsichio, che prese parte al primo concilio ecumenico celebrato a Nicea nel 325. Tra i vescovi di Amastri, oltre a quelli che parteciparono ai concili ecumenici e ai sinodi patriarcali, e a quelli documentati dai sigilli vescovili, si possono ricordare: san Giorgio, consacrato tra ottobre 790 e gennaio 792, che salvò la città e i suoi abitanti da un'incursione di Arabi;; Niceforo, già metropolita di Gangra, che fu trasferito ad Amastri verso la fine dell'XI secolo; Costantino II, sospettato di sostenere l'eresia dei Bogomilli e per questo motivo deposto della sua sede; un anonimo prelato, che poco prima del concilio di Lione del 1274 si dichiarò favorevole all'unione con la Chiesa latina. L'ultimo metropolita noto è un anonimo prelato, documentato nel mese di marzo del 1400.
A partire dal XIV secolo Amastri, conosciuta all'epoca come Samastro o Salmastro, fu sede di un episcopato di rito latino, benché non siano note presenze di conventi domenicani o francescani. Eubel, nella sua cronotassi, riporta a suo dire solo vescovi non residenziali dal 1399 al 1471. Le fonti tuttavia attestano che la diocesi era reale, non semplicemente una sede in partibus. Infatti nel 1429 essa ricevette la visita di un collettore apostolico, ossia di un membro della Curia romana incaricato di raccogliere le tasse per la Santa Sede. Ancora nel 1450 è citato un anonimo vescovo Salmastrensis, che perse la sua sede quando i Turchi conquistarono la città nel 1461.
Dalla fine dell'Ottocento Amastri è annoverata tra le sedi titolari della Chiesa cattolica; dal 1932 la sede è arcivescovile. È vacante dal 6 aprile 1965; il suo ultimo titolare è stato Teopisto Valderrama Alberto, arcivescovo coadiutore di Cáceres nelle Filippine.

## Cronotassi

### Vescovi, arcivescovi e metropoliti greci
- Palmas † (prima del 170 circa - dopo il 190 circa)
- Eracleide (o Eraclio) ? † (circa IV secolo)[8]
- Eupsichio † (menzionato nel 325)
- Temistio † (menzionato nel 451)
- Saturnillo † (menzionato nel 458)
- Asterio † (menzionato nel 536)
- Adriano † (circa VII secolo)[9]
- Comita † (menzionato nel 680)
- Zoilo † (menzionato nel 692)
- Giovanni ? † (VIII secolo)[10]
- Gregorio † (menzionato nel 787)
- Anonimo † (prima del 790/792)[11]
- San Giorgio I † (ottobre 790/gennaio 792 - ?)[12]
- Eutichiano † (prima metà del IX secolo)[13]
- Stefano † (menzionato nell'869)[14]
- Eudocimo † (menzionato nell'879)[15]
- Alessandro † (prima metà del X secolo)[16]
- Giovanni I † (circa X-XI secolo)[9]
- Giorgio II † (menzionato nel 1029)[17]
- Michele † (circa XI secolo)[9]
- Costantino I † (seconda metà dell'XI secolo)[18]
- Niceforo † (dopo il 1094)[19]
- Giorgio III † (circa XI-XII secolo)[20]
- Costantino II † (menzionato nel 1147)[21]
- Giovanni II † (prima del 1157 - dopo il 1170)[22]
- Nicola † (menzionato nel 1232)[23][24][25]
- Anonimo † (poco prima del 1274)
- Costantino III † (menzionato nel 1278)
- Anonimi † (menzionati tra il 1315 e il 1345)
- Callinico † (prima del 1350 - dopo il 1351)
- Anastasio † (menzionato nel 1387)
- Anonimo † (menzionato nel 1400)

### Vescovi latiniSalmastrensis
- Tommaso Merkes † (menzionato nel 1399)
- Giovanni Weninghe, O.P. † (27 aprile 1401 - ?)
- Lupo Stremotensis, O.S.B. † (23 agosto 1402 - ?)
- Guglielmo di Wildentoltz, O.F.M. † (6 novembre 1402 - ?)
- Giovanni † (circa 1420/1452)
- Enrico Pinghe, O.P. † (20 luglio 1423 - ?)
- Vitale, O.F.M. † (25 maggio 1425 - ?)
- Pellegrino di Padova † (29 novembre 1428 - ?)
- Marco di Pera, O.F.M. † (19 giugno 1430 - ?)
- Giovanni † (? - circa 1452 deceduto)
- Enrico di Praga, O.P. † (circa 1460 - ?)
- Ermanno, O.P. † (22 novembre 1471 - ?)

### Vescovi titolari
- Michael Francis Howley † (29 aprile 1892 - 5 gennaio 1895 nominato vescovo di Saint John's)
- Antonio Maria Roveggio, M.C.C.I. † (8 febbraio 1895 - 2 maggio 1902 deceduto)
- John Joseph O'Gorman, C.S.Sp. † (14 settembre 1903 - 13 aprile 1935 deceduto)

### Arcivescovi titolari
- Efrem Hykary † (22 luglio 1936 - 9 febbraio 1958 deceduto)
- Teopisto Valderrama Alberto † (7 settembre 1959 - 6 aprile 1965 succeduto arcivescovo di Cáceres)